# Томашевский, Тадеуш
Тадеуш Томашевский (пол. Tadeusz Tomaszewski; 26 ноября 1881, Сацин, Царство Польское, Российская империя — 1950, Лондон, Великобритания) — польский государственный и политический деятель, премьер-министр правительства Польши в изгнании в 1949—1950 годах.

## Ранние годы
В молодости изучал право в Варшавском и Московском университетах. С 1901 года состоял в Польской социалистической партии. Неоднократно арестовывался российскими властями, что, однако, не мешало ему вести адвокатскую практику в Варшаве. В годы Первой мировой войны состоял в патриотических организациях, которые хотели добиться независимости Польши, что в итоге удалось сделать в 1918 году. Томашевский принимал участие в составлении Конституции 1921 года.

## В эмиграционном правительстве
В сентябре 1939 года выехал в Румынию, позже во Францию и Великобританию. Принимал участие в работе Правительства Польши в изгнании. В 1949 году сменил Тадеуша Коморовского на посту премьер-министра Правительства в изгнании, однако занимал этот пост лишь чуть больше года, не успев отметиться чем бы то ни было значимым. Он вынужден был уйти в отставку из-за проблем со здоровьем и скоропостижно скончался через две недели после того, как отошёл от дел.